# الأدوات المميتة
سلسلة الأدوات المميتة (بالإنجليزية: The Mortal Instruments)‏ وهي سلسلة قصص خيالية للمراهقين من تأليف الكاتبة كاسندرا كلير. وتتألف من ست روايات خيالية للناشئين. نُشر آخر جزء في 27 مايو 2014. الأدوات المميتة هي السلسلة الثالثة المتزامنة مع السلسلة الخامسة المقترحة من التاريخ الزمني لصياد الظلال لكن هي التي نشرت أولاً.
أصبحت هذه السلسلة من أحد الكتب الأكثر رواجاً بين أدب الناشئين فهي من النوع التي تتعلق بالأمور الخارقة للطبيعة من الخيال الجديد والرومانسية، لكن في الأصل لم تنوي الكاتبة كلير أن تكتب السلسلة للناشئين. عندما بدأت بكتابة مدينة العظام فهي لم تتصورها كعمل للناشئين بل أولاً وقبل كل شيء رواية خيالية. فالشخصيات الرئيسية هم فقط من فئة المراهقين. على أية حال عندما تواصلت الكاتبة مع ناشر مهتم بتكبيرأعمار شخصياتها في الرواية، فإنها قررت في النهاية أنها «تريد أن تحكي قصة عن شخصيات في مرحلة حاسمة في الحياة فقط بين مرحلة المراهقة ومرحلة البلوغ، حيثما خياراتك تحدد نوع الشخص الذي ستكون بدلاً من انعكاس نفسك بالفعل.» فقرار إطلاق رواياتها ككتب للناشئين دفع الكاتبة كليرأن تصبح في أعلى قائمة الكتب الأكثرمبيعاً ومؤلفة التاريخ الزمني لصياد الظلال وتعتبر من أكثر الأعمال شعبيةً التي تقرأ بين جمهور الناشئين إلى حد كبير.

## تاريخ النشر
- (مدينة العظام) نشرت في 27 مارس 2007
- (مدينة الرماد) نشرت في 25 مارس 2008
- (مدينة الزجاج) نشرت في 23 مارس 2009
- (مدينة هبوط الملائكة) نشرت في 25 أبريل 2011
- (مدينة الأرواح المفقودة) نشرت في 8 مارس 2012
- (مدينة اللهب السماوي) نشرت في 27 مايو 2014

## الشخصيات الرئيسية
كلاريسا «كلاري» اديل فراي (ترجع أيضاً إلى فيرتشيلد ومورجينستين) هي أخت جونثان مورجينستين وابنة فالنتاين مورجينستين وجوسلين فيرتشلد. غيرت جوسلين اسم عائلتها إلى فراي لتحمي كلاري. توصف كلاري بشعرها الأجعد الطويل أحمر اللون ويعلو وجهها النمش وذات عينين خضراوتين. فهي صغيرة الحجم وقصيرة وغالباً ما ينظر إليها على أنها أصغر من سنها الحقيقي. تعتبر كلاري فنانة في الرسم وفي الكتاب الأول مدينة العظام كانت تعتقد بأنها إنسانة عادية. لكن بعد ذلك اكتشفت أنها صيادة الظلال ولديها صفات عالية. توصف كلاري بأنها عنيدة وغالباً تندفع للمواقف الخطرة بدون النظر في العواقب. وصديقها المفضل في السلسلة سايمون لويس الذي يحبها بشدة لكنها في علاقة عاطفية مع جيس وايلاند. تحطمت كلاري عندما قيل لها بأن جيس أخاها لكن بعد ذلك علمت أن هذا غير صحيح. اكتشفت كلاري أن لديها القدرة على قراءة الرموز الرونية القديمة التي تستخدمها العصور القديمة، وتستطيع أن تصنع لنفسها هذه الرموز وسبب هذه القدرة هي دم نقي زائد من تدبير فالنتاين لها عندما كانت في رحم أمها.
جونثان كريستوفر«جيس» هيرونديل (ويرجع أيضاً إلى وايلاند ومورجينستين ولايتوود ويعرف بأخ كلاريسا «كلاري» اديل فراي في بداية السلسلة) يوصف بأنه طويل وذو عضلات مع جروح على بشرته الذهبية من أثر تلاشي العلامات السحرية التي تسمى الرموز الرونية. جيس ذو شعر ذهبي مموج وعينين ذهبيتين وهو مثل كلاري صياد الظلال. ويعتبر جيس أفضل محارب بين مجموعة النفيليمز ومستعداً للدفاع عن عائلته. غالباً يكون جيس غير حساس ويوصف بأنه شخص مغرور وذلك بسبب شعوره بعدم الأمان بأنه شخص غير كفؤ.
في جميع الكتب تبقى عائلة جيس البيولوجية غير معروفة بالرغم من أنه يعتبر إليك وايزابيلا وماكس على أنهم إخوته وماريس وروبيرت لايتوود على أنهم والديه. في كتاب مدينة العظام يعتقد جيس أنه من عائلة وايلاند لكن في نهاية الكتاب زيف فالنتاين مورجينستين بأنه والد جيس. في كتاب مدينة الزجاج اكتشف جيس والده البيولوجي هو في الحقيقة ستيفن هيروندال. سمي جيس بالاسم الأخير من عائلته بالتبني«لايتوود» لكنه قام باسترجاعه إلى هيروندال عندما علم أكثر عن والده الحقيقي. جيس مثل كلاري لديه قدرات خاصة والتي تجعله سريع ورشيق وذلك بسبب الدم الملائكي الزائد الذي حصل عليه عندما كان في رحم أمه. بارباتاي جيس (مدافعه الروحي) هو إليك لايتوود. ترجع معنى كلمة بارباتاي إلى زوجين من محاربين مجموعة النفليمز اللذين يقاتلون بجانب بعضهم البعض كثنائيين طوال حياتهم. وهي تمثل كرمز روني دائم تسمح لكلا الثنائيين أن يكونوا مرتبطين مع بعضهم. فإذا أصيب أحد الثنائيين بإصابة خطيرة أو مات فإن الثنائي الآخر سيشعر بنفس الألم.
سايمون لويس (يرجع أيضاً إلى لوفلاس) هو فتى طويل ونحيل وذو شعر بني اللون وعينان بنيتان ويرتدي نظارات. وهو غالباً ما يرتدي قمصان عليها شعارات ألعاب. في كتاب مدينة الأرواح المفقودة يصف سايمون نفسه أنه «محب» للألعاب لكن صديقته المفضلة كلاري تشير عليه أنه مهووس. شخصية سيمون الوحيدة التي بدأت حياته كإنسان عادي (تسمى ماندين)، لكن في كتاب مدينة الرماد تحول إلى مصاص دماء. بعد أن أصبح مصاص دماء فهو لا يشيخ أبداً ويبقى جسدياً عمره 16 سنة. في كتاب مدينة الرماد طعن فالنتاين سايمون وشق معصمه للدم الذي سيحناجه لتحويل السيف المميت (مورتال سورد) فسحب ربع دمه. يجد جيس سايمون فيقطع معصمه ليدع سايمون يشرب من دمه ولذلك أصبح سايمون دايلايتر (يمكنه التعرض لأشعة الشمس ليس كباقي مصاصين الدماء.) سايمون غريب الأطوار ويهتم بالآخرين، وفي كثير من الأحيان يقدمهم على نفسه في كتاب مدينة هبوط الملائكة يجد سايمون نفسه في مثلث الحب (وهي مثلا أن يكون رجل يحب امرأتين ولا يستطيع الاختيار بينهما وكلتا الامرأتين تحبانه) مع شخصيات مايا روبيرت وإيزابيلا لايتوود، على أية حال في كتاب مدينة الأرواح المفقودة اختار إيزابيلا على مايا.
تعتبر إيزابيلا «ايزي» صوفيا لايتوود صيادة ظلال وتوصف بجمالها وطولها ونحالتها وشعرها الأسود الطويل وعيناها ذات اللون البني الغامق.وهي غالبا تحمل معها سوط ذهب إلكتروم ويميزها كعلامة خاصة بها. توصف إيزابيلا بأنها أنثوية بشكل لا يصدق لكن مع سلوك عنيف ووحشي. تعتبر غالبا بأنها تحب المغازلة ولا تبدو أبدا ملتزمة بعلاقاتها. .في كتاب الأرواح المفقودة تعترف إيزابيلا بأنها بدأت بحب سايمون لويس وفي كتاب مدينة اللهب السماوي أصبحت حبيبة سايمون لويس.
اليكسندر «اليك» جايدون لايتوود هو أكبر الأخوة في عائلة لايتوود. يعتبر إليك صياد ظلال بشعره الأسود الطليق وعيناه الزرقاوان، فمظهره يشبه ويليام هيروندال في سلسلة رواية الأجهزة الجهنمية. ويوصف بأنه هاديء لكنه يقوم بحماية أشقائه الأصغر سناً منه. ايزابيلا وماكس الذي سيموت في كتاب مدينة الزجاج. يعتقد إليك أنه يحب جيس صاحبه المفضل وبارباتايه (مدافعه الروحي) في الكتاب الأول مدينة العظام حتى قابل ماجنوس بين. في كتاب مدينة الزجاج قبَّل إليك ماجنوس أمام والديه وكشف لهم أنه مثلي الجنس. في كتاب مدينة هبوط الملائكة وكتاب مدينة الأرواح المفقودة أصبح إليك متزعزع بعلاقته مع ماجنوس وذلك بسبب حياة ماجنوس الأبدية الخالدة وتاريخه الرومانسي الكبير. وهذا الشعور بعدم الأمن والتزعزع أدى إلى التفكير في تحويل ماجنوس لبشر ذو حياة طبيعية عكس ارادته. وذلك جعل ماجنوس ينهي علاقته معه في كتاب مدينة الأرواح المفقودة. على أية حال تصالح ماجنوس وأليك في نهاية المطاف في كتاب مدينة اللهب السماوي.
يعتبر ماجنوس ثنائي الجنس وأكبر ساحر في بروكلين. يصل عمر ماجنوس الساحر تقريباً 800 سنة بمظهره ذو التسعة عشر عاماً. فهو طويل ونحيل ذو ملامح آسيوية وشعر أسود متطاير وعينان بذات لون أخضر ولون الكهرمان مثل أعين القطة. غالباً يوصف ماجنوس بملابسه البراقة وإقامة حفلات لا تحصى مع صيادين الظلال والعالم السفلي. يبدأ ماجنوس بإقامة علاقة مع إليك لايتوود ولذلك يشعر بأنه مجبر ليصبح الحيوان الأليف لصيادين الظلال فقط ليبهر إليك. يظهر ماجنوس في الجزء التابع في سلسلة الأدوات المميتة والأجهزة الجهنمية وأيضاً هنالك سلسلة مكونة من عشر قصص تصف بعض الأحداث الطويلة التي حدثت لماجنوس فعنوانها تاريخ بين الزمني.
ولد لوك جارووي باسم لوسيان جرايمارك فكان سابقاً صياد ظلال وعضو سابق في الدائرة.(سيركل هي مجموعة أنشئها فالنتاين) عندما كان أصغر سناً كان صاحب فالنتاين المفضل وبارباتايه (مدافعه الروحي) على كل حال فقد خانه فالنتاين الذي قاده إلى فخ حيث قام مستذئب بعضه وذلك الذي سبب بتحويله الي واحد من المستذئبين. هو حالياً قائد قطيع المستذئبين في مانهاتن. خطيبته جوسلين فيرتشايلد وهو زوج أم كلاري. يوصف بأنه هاديء وراكز ذو صاحب حق. وهو أيضاً ذو وفاء قوي لمن يحبهم.
تعتبر جوسلين فيرتشايلد صيادة ظلال وعضوة سابقة في الدائرة، وهي والدة كلاري وجونثان كريستوفر مورجينستين. كانت متزوجة فالنتاين لكن بعد ولادة طفلهم الأول جونثان علمت بأن فالنتاين كان يخلط دم الشيطان في طعامها وهو الذي جعل جونثان يتحول إلى وحش. مرة أخرى خلط فالنتاين دم الملائكة في طعام جوسلين من غير وعي بأن جوسلين كانت حامل بكلاري. بعد أن زيف فالنتاين موته وموت ابنه، غادرت جوسلين من مدينة ايدريس إلى بروكلين حيثما ولدت كلاري. كل سنتين تقوم جوسلين وماجنوس بين بتغطية رؤية كلاري «أو العين الداخلية» ومنعها عن رؤية عالم الظلال. في كتاب مدينة العظام جعلت جوسلين نفسها تدخل في غيبوبة لتمنع فالنتاين من معرفة مكان الكأس المميت. في كتاب مدينة الزجاج رجعت جوسلين إلى وعيها. هي حالياً مخطوبة لصاحب الطفولة لوك جارووي. اسمها الأخير الحالي هو فراي وذلك يوحي بكلمة اقترانية من اسمها الأول قبل الزواج فيرتشايلد وذلك بسبب الساحرة تيسا جراي التي شوهدت في كتاب مدينة اللهب السماوي والسلسلة التابعة لها الأجهزة الجهنمية.
جونثان كريستوفر (سيبستاين) مورجينسترين هو أخ لكلاري. فهو مثلها صياد ظلال لكن ولد بدم شيطان يجري بأوردته. الذي أنشأه والده فالنتاين له عندما كانت والدته حامل به. يوصف جونثان بعينيه السوداء القاتمة من غير بياض (مثلما كان طفلاً لكن عندما كبر فهما سوداء من الداخل أيضا.) ووجه الملائكي الحاد وشعره الأشقر المائل للبياض. في كتاب مدينة هبوط الملائكة انحرق الشيطان الذي بداخله فأصبح وجهه مستديراً وعيناه تحولت للون الأخضر. فمات قريبا بعد اعترافه واعتذاره لكلاري بما اقترف من أخطاء لها.

## الانتقاد المستلم
كتاب مدينة العظام كان الأعلى رواجاً منذ صدوره. فوصل الترتيب الثامن على قائمة الأفضل مبيعاً بالنسبة لكتب الأطفال في صحيفة نيويورك تايمز في شهر أبريل من عام 2007. كتاب مدينة الرماد كان في قمة العشر كتب للمراهقين في مكتية يالسا.
الناشرون يعلقون اسبوعياً بأنها ذات خيال حديث متمدد جامعاً كل نوع من المخلوقات المعروفة لهذا الأدب. مدح لوكس هذا الكتاب كأعلى وأول الروايات قراءةً. فذكرت البوكليست أنه يوجد بها الكثير من الرومانيسة والفقد والشرف والخيانة وذلك مما جعلها كرحلة ذات شأن تستحق الاهتمام. كخبيرة راوية قصص تنتقل كلير بسرعة بين الأحداث لحبكة الرواية إلى نهاية مرضية. ذكرت صحيفة سكول لايبريري بأن "بالرغم من عدم القدرة على التنبؤ بأحداث الرواية وأسلوب الكتابة المثير تستمر كلير موهبتها في الدمج بين الأسلوب الفكاهي الحديث والأسلوب التقليدي للخيال. فالمعجبون ينتظرون بحماس لخاتمة يجب أن تكون أكثر من مرضية لهم. ومراجعة للكتاب في صحيفة سكول لايبريري أشارت أن الكتاب يحتوي على عدة عيوب في السرد القصصي متضمناً الشخصيات اللاتي وصفن بشكل متقطع وسلوكهم المتوقع. بالرغم من ذلك إلا أنهم أشاروا أن الكتاب كان جدا ممتع ويجعل القراء يترقبون الجزء الآخر من السلسلة. أصبحت هذه السلسلة على قائمة أفضل الكتب مبيعاً في صحيفة نيويورك تايمز لمدة 102 أسبوع على التوالي. اعتباراً من اليوم الخامس من شهر سبتمبر عام 2013 والترتيب الأول لمدة تسع أسابيع على التوالي كسلسلة ضاربة مثل سلسلة مباريات الجوع وسلسلة بيرسي جاكسون والأولمبيين في أعلى القائمة. في آخر مرة استمرت سلسلة الأدوات المميتة لمدة مئة أسبوع على التوالي في قائمة أفضل الكتب مبيعاً في شهر مايو عام 2012. في شهر أغسطس يوم 29 عام 2013 تصدر كتاب مدينة العظام قائمة أفضل الكتب مبيعاً في صحيفة يو اس أي . مما جعلها أفضل الكتب مبيعاً في الدولة في ذلك الوقت. أيضاً الكتب الأربع الأخرى من سلسلة الأدوات المميتة تصدرت القائمة. ترتيب كتاب مدينة الرماد الثامن وكتاب مدينة الزجاج العشرون وكتاب مدينة هبوط الملائكة الخامس والثلاثون وكتاب مدينة الأرواح المفقودة السادس والأربعون.

## المواضيع
الموضوع الرئيسي الذي يدور حول كل عمل لها هو قبول الذات والخيارات المرتبطة بالشخص نفسه الذي يختارها ومايليها من عواقب . تركز كلير على المواضيع الثقيلة في جميع رواياتها. فقامت بكشف الميل الجنسي خلال عدة شخصيات رئيسية فمنهم مثلي الجنس أو ثنائي الجنس (مثل إليك في سلسلة الأدوات المميتة وماجنوس في كلتا السلسلتين الأدوات المميتة والأجهزة الجهنمية.) فمثلا هي تتوق للتنقل بين دينامية الأسرة والطرق التي تأخذها الأسرة في تحديد وأخذ الأولويات فهي أيضا غرست بعض الشخصيات متعددي الثقافة مثلا ماجنوس فهو نصف اندونيسي الأصل ونصفه الآخر هولندي. وشخصية جيم في سلسلة الأجهزة الجهنمية نصفه صيني الأصل.) فقد حبكت جميع الشخصيات بشكل متكامل بشخصيات متعددة. فهي تخطت الحدود الطبيعية والقبول الاجتماعي.